# Distretto di Yanahuaya
Il distretto di Yanahuaya è uno dei dieci distretti  della provincia di Sandia, in Perù. Si trova nella regione di Puno e si estende su una superficie di 670,61 chilometri quadrati.

Istituito il 23 aprile 1962, ha per capitale la città di Yanahuaya; al censimento 2005 contava 3.486 abitanti.